# Oksana Chusovítina
Oksana Aleksándrovna Chusovítina (en ruso: Оксана Александровна Чусовитина; Bujará, Uzbekistán, 19 de junio de 1975) es una gimnasta uzbeka, medallista olímpica y campeona del mundo que ha competido en representación de diferentes países. Compitió por la URSS hasta 1992, por Uzbekistán entre 1993 y 2005, por Alemania desde 2006 hasta 2012 y de nuevo por Uzbekistán desde 2013.

## Trayectoria
Chusovitina comenzó a practicar gimnasia en 1982. En 1988, a la edad de 13 años, ganó el título general en los Campeonatos Nacionales de la URSS en la división juvenil.
La carrera de élite de Chusovítina se ha prolongado durante 20 años. Comenzó a competir en categoría sénior a nivel internacional en 1989. Es la única gimnasta femenina que ha competido en ocho Juegos Olímpicos. Es una de las dos gimnastas que ha competido en Juegos Olímpicos bajo tres equipos nacionales diferentes: El Equipo Unificado en 1992, Uzbekistán en 1996 y 2021, y Alemania en 2008. Chusovítina también ha participado en diez Campeonatos Mundiales, tres Juegos Asiáticos y tres Juegos de la Buena Voluntad. Además, Chusovítina posee el récord de más medallas individuales ganadas en Campeonatos Mundiales en un mismo aparato (8, en salto).
Chusovítina es también una de las pocas mujeres, junto con la cubana Leyanet González, la soviética Larissa Latynina, la neerlandesa Suzanne Harmes y la española Thais Soha-Escolar, que ha regresado a la gimnasia de alto nivel y a las competiciones internacionales tras ser madre. Tras el nacimiento de su hijo Alisher, dejó la gimnasia, pero con solo 3 años de edad le diagnosticaron leucemia. Chusovitina decidió retomar el deporte de alta competición con el fin de recaudar dinero para el tratamiento de su hijo. Cabe destacar su habilidad para ser competitiva durante tantos años, a veces teniendo que enfrentar grandes adversidades, por lo que es considerada modelo e inspiración para muchas de sus compañeras en la comunidad gimnástica.
En marzo de 2024, compitió en dos campeonatos de la Copa del Mundo, primero quedando en el puesto 23 en salto, lo que la descalificó para ser seleccionada como especialista en aparatos para los Juegos Olímpicos de 2024, lo que significa que tendría que clasificarse a través de su puntaje en el concurso completo en los Campeonatos Asiáticos de Gimnasia a fines de mayo. Más tarde en el mes, quedó en segundo lugar en salto detrás de Tjaša Kysselef. En abril, reclamó el título nacional de Uzbekistán en la competencia completa.  El 23 de mayo, Chusovitina anunció que se retiraba de la competencia luego de una lesión que ocurrió durante el entrenamiento.
En marzo de 2024, Chusovitina "abrió una escuela combinada y academia de gimnasia en Tashkent ... que, según ella, es gratuita para los niños".